# Liste der sächsischen Minister des Königlichen Hauses
Die Liste der sächsischen Minister des Königlichen Hauses umfasst die Minister des königlichen Hauses des Königreichs Sachsen. 
Das Ministerium des Königlichen Hauses existierte von 1831 bis 1918. Es war in der Verfassung nicht vorgesehen und war eine königliche Privateinrichtung.

## Liste
- 1831–1833: Julius Traugott von Könneritz
- 1833–1835: Johannes von Minckwitz
- 1835–1840: Karl von Watzdorf
- 1840–1851: Albert Zenker (Vater von Friedrich Albert von Zenker. Vertrat wohl nur die Stelle des Ministers, hatte den Rang eines Hofrats und Cabinets-Secretairs, nach 1845 dann eines Geheimen Hofrats und bis 1854 mit der Funktion „Ministerial-Rat“ bezeichnet)
- 1851–1869: Heinrich Anton von Zeschau
- 1869–1871: Hermann von Nostitz-Wallwitz
- 1871–1882: Johann Paul von Falkenstein
- 1882–1895: Hermann von Nostitz-Wallwitz
- 1895–1906: Paul von Seydewitz
- 1906–1918: Georg von Metzsch-Reichenbach